# كورنيليوس هيرز
كورنيليوس هيرز (بالفرنسية: Cornelius Herz)‏ هو خبير مالي وطبيب فرنسي، ولد في 3 سبتمبر 1845 في بيزنسون في فرنسا، وتوفي في 6 يوليو 1898 في بورنموث في المملكة المتحدة.

## وصلات خارجية
- كورنيليوس هيرز على موقع IMDb (الإنجليزية)